# Zürich Street Circuit
Het Zürich Street Circuit is een stratencircuit in Zürich, Zwitserland. Op 10 juni 2018 was het circuit voor het eerst gastheer van een Formule E-race, de ePrix van Zürich. Deze race werd gewonnen door Audi Sport ABT Schaeffler-coureur Lucas di Grassi. Deze race betekende de eerste keer sinds de Grand Prix Formule 1 van Zwitserland 1954 dat er een internationale autosportrace in Zwitserland plaatsvond. De sport werd verboden ten gevolge van de ramp tijdens de 24 uur van Le Mans in 1955, waarbij 82 toeschouwers om het leven kwamen.

## Ligging
Het circuit is 2,466 kilometer lang en heeft 11 bochten, vier naar rechts en zeven naar links. Het circuit ligt nabij de haven van de stad, waarbij de start- en finishlijn op de straat Mythenquai ligt. De rest van het circuit loopt door het bankdistrict van de stad nabij de rivier de Limmat.